# هارالد أمير الدنمارك

هارالد أمير الدنمارك.

هارالد أمير الدنمارك (بالدنماركية: Prins Harald)‏ (إسمه الكامل:هارالد كريستيان فريدريك، 8 أكتوبر 1876 - 30 مارس 1949) هو ابن فريدريك الثامن ملك الدنمارك.